# Österbottens regemente
Österbottens regemente – fiński pułk piechoty w składzie wojsk szwedzkich m.in. okresu wojny trzydziestoletniej (1618-1648) i II wojny północnej (1655-1660). Swoją nazwę wziął od regionu Pohjanmaa (szw. Österbotten).
W sierpniu 1655 liczył 700 żołnierzy, a jego pułkownikiem był Nils Baaths.